# Elias Nelson Conway
Elias Nelson Conway (* 17. Mai 1812 im Greene County, Tennessee; † 28. Februar 1892 in Little Rock, Arkansas)  war ein US-amerikanischer Politiker und zwischen 1852 und 1860 Gouverneur von Arkansas.

## Frühe Jahre und politischer Aufstieg
Elias Conway entstammte einer bekannten Politikerfamilie in Arkansas. Sein älterer Bruder James Sevier Conway war zwischen 1836 und 1840 der erste Gouverneur des Bundesstaats Arkansas gewesen. Ein anderer Bruder names Henry war Abgeordneter im US-Kongress gewesen und wurde 1827 von Robert Crittenden in einem Duell erschossen. Elias Conway war außerdem noch Cousin des US-Senators Ambrose Hundley Sevier und des späteren Gouverneurs Henry Rector, der ihm nachfolgte. Elias zog mit seiner Familie von Tennessee nach Missouri, wo er die Bonne Femme Academy besuchte. Im Jahr 1833 zog er nach Little Rock in Arkansas. Dort studierte er Landvermessung. Zwischen 1835 und 1849 war Elias Conway Revisor von Arkansas. Im Jahr 1844 lehnte er eine Kandidatur für das Amt des Gouverneurs von Arkansas noch ab. 1852 bewarb er sich dann aber doch als Kandidat der Demokratischen Partei für dieses Amt.

## Gouverneur von Arkansas
Nach der gewonnenen Wahl trat Conway am 15. November 1852 sein Amt an. Nach einer Wiederwahl im Jahr 1856 konnte er insgesamt acht Jahre amtieren. In dieser Zeit schaffte er es, die Staatsverschuldung abzubauen und einen Überschuss zu erwirtschaften. Er setzte sich für Verbesserungen im Gesundheitswesen ein und förderte den Eisenbahnausbau mit staatlichen Subventionen. Die Straßen wurden ausgebaut und die Verhältnisse in den Strafanstalten verbessert. Damals wurde auch ein Kanzleigerichtshof in Arkansas etabliert und ein Regierungsbüro für geologische Studien  eingerichtet. 

## Weiterer Lebensweg
Nach dem Ende seiner Amtszeit zog sich Conway aus der Politik und weitgehend auch von der Öffentlichkeit zurück. Er lebte fast wie ein Einsiedler, bis er im Jahr 1892 verstarb. Er war das letzte politisch aktive Mitglied seiner Familie. Elias Conway wurde in Little Rock beigesetzt.